# Ixodes eastoni
Ixodes eastoni este o specie de căpușe din genul Ixodes, familia Ixodidae, descrisă de James E. Keirans și Clifford în anul 1983. Conform Catalogue of Life specia Ixodes eastoni nu are subspecii cunoscute.